# Tisonia baronii
Tisonia baronii là một loài thực vật có hoa trong họ Liễu. Loài này được Danguy miêu tả khoa học đầu tiên năm 1915.